# Шмид, Михаэль
Михаэ́ль (Майк) Шми́д (нем. Michael ("Mike") Schmid, род. 18 марта 1984, Фрутиген, Берн) — швейцарский фристайлист, олимпийский чемпион 2010 года в ски-кроссе.

## Спортивная карьера
Михаэль первоначально занимался горными лыжами, в 16 лет перешел во фристайл. Выступал за клуб SK Frutigen.
В январе 2004 года дебютировал в Кубке мира. В январе 2006 года впервые поднялся на подиум на этапе Кубка мира, в январе 2009 года одержал первую победу. Всего за карьеру на этапах Кубка мира одержал 6 побед. Лучший результат в зачете Кубка мира в дисциплине «ски-кросс» — 1-е место в сезоне 2009/10, в общем зачете — 2-е место в том же сезоне 2009/10.
Михаэль Шмид трижды выступал на чемпионатах мира: в 2005 году занял 6-е место, в 2007 году — 10-е место, в 2009 году — 15-е место.
На Олимпиаде-2010 в Ванкувере уверенно выиграл золотую медаль в ски-кроссе, показав лучшее время в квалификации и во всех четырёх финальных заездах. Шмид стал первым в истории олимпийским чемпионом в ски-кроссе.
На последней официальной тренировке перед стартом на Олимпийских играх 2014 года в Сочи получил тяжёлую травму левого колена — полный разрыв передней крестообразной связки, в результате не смог принять участие в Олимпийских играх, хотя и был в стартовом протоколе ски-кросса. Подобная травма стала для Шмида уже пятой в карьере. Планировал вернуться на трассы, но после этой травмы больше не выступал, завершив карьеру в возрасте 29 лет.